# Catholic Voices
Catholic Voices (Voces Católicas en español) es un proyecto de comunicación para capacitar a hombres y mujeres católicos corrientes para que hablen en la televisión y la radio sobre temas controvertidos relacionados con la Iglesia católica. El proyecto comenzó en Gran Bretaña en 2010, y se ha extendido a más de veinte países.

## Historia
Catholic Voices fue fundada por Austen Ivereigh y Jack Valero en 2010 para preparar la visita de Estado del papa Benedicto XVI al Reino Unido en septiembre de ese año para beatificar al cardenal John Henry Newman en Birmingham. El proyecto contó con la bendición del arzobispo católico de Westminster, el arzobispo (más tarde cardenal) Vincent Nichols.
El anuncio de la visita del papa Benedicto en marzo de 2010 provocó controversia en Gran Bretaña. Algunas personas no querían que se realizara la visita o al menos pensaban que el Estado no debería pagarla. Consideraron que las opiniones del papa Benedicto no estaban en línea con los valores británicos modernos. Las áreas mencionadas incluyeron la crisis del abuso sexual por parte del clero, el VIH/SIDA en África, los derechos de los homosexuales, el aborto y el control de la natalidad, el papel de la mujer en la Iglesia y en la sociedad, etc.
Ivereigh y Valero pensaron que la controversia sería una buena oportunidad para explicar la posición real de la Iglesia católica sobre todos estos diversos temas dado que los medios querrían mantener la conversación entre los manifestantes y la Iglesia. Vieron la necesidad de que los católicos estén bien informados sobre la Iglesia y sus doctrinas, y que estén preparados para comunicarlas en entornos de medios modernos en el ciclo de noticias de 24 horas de rápido movimiento.
Un debate de Intelligence Squared de octubre de 2009 sobre “La Iglesia católica es una fuerza para el bien en el mundo” había sido perdido masivamente por el lado católico, lo que convenció a los fundadores del proyecto de la necesidad de oradores mejor capacitados.
Se convocó a la formación de voluntarios y se seleccionaron veinte de los más de noventa que solicitaron formar parte del proyecto. La capacitación se llevó a cabo entre marzo y julio de 2010, con la ayuda de Kathleen Griffin, exproductora de Woman's Hour de la BBC, quien se unió a Catholic Voices como tercera coordinadora. A principios de septiembre, se realizaron presentaciones ante la BBC y otras empresas de medios, y se llevó a cabo un debate en Conway Hall entre Catholic Voices y Humanists UK. A medida que se acercaba la visita, se pidió a los miembros de Catholic Voices que comentaran las noticias relacionadas con la visita papal.
Durante el tiempo de la visita papal del 16 al 19 de septiembre de 2010, miembros de Catholic Voices aparecieron en más de cien informativos de noticias. A pesar de algunas protestas en Oxford Street, la visita del papa Benedicto generalmente se consideró un éxito mediático.
Poco después de la visita papal, tuvieron lugar en Londres debates entre voces católicas y grupos humanistas. Catholic Voices continuó capacitando a grupos de católicos en todo el país y organizando debates. En 2013, realizaron un debate público sobre el matrimonio entre personas del mismo sexo y en 2016 sobre el Brexit. Hubo muchas llamadas de los medios en el momento de la transición papal del papa Benedicto al papa Francisco en 2013. Muchas apariciones de Catholic Voices en TV están incluidas en su canal de YouTube.
Al ver lo que había logrado el proyecto en el Reino Unido, grupos de Catholic Voices comenzaron en otros países. En 2017, el proyecto estaba presente en veinte países, como: Irlanda, México y Estados Unidos, algunos de los cuales todavía están activos, como Chile, Bolivia, Malta, y Francia. Ivereigh y Valero crearon los grupos pero, una vez establecidos, han funcionado como entidades independientes en cada país. Hay una reunión de grupos de Catholic Voices cada dos años en Roma.

## Un método propio
El método de Catholic Voices se basa en encontrar los puntos comunes, buscar la intención positiva del otro en cualquier discusión y comenzar la conversación desde allí.
Comienza con lo que se denomina el “encuadre”, es decir, el conjunto de suposiciones y prejuicios sobre una persona o institución cuando existe una noticia que la involucra. Cuando el marco es fuerte, lo que más escucha la gente es el marco. En ese caso, y si el encuadre es negativo, la forma en que la persona que habla trata un tema determinará si refuerza el encuadre o se sale de él. Solo al salir del marco negativo se escuchará su mensaje. Es lo que se ha llamado “reenmarcar”: salir del marco en el que uno ha sido colocado.
Una vez que se entiende el marco, el siguiente paso es buscar los valores comunes, las cosas en las que todas las partes están de acuerdo, con la idea de comenzar la respuesta desde allí.
El proceso de reencuadre entonces tiene estos tres pasos
- ¿Cuál es el marco? ¿Qué piensan de mí, de nosotros?
- ¿Cuál es la intención positiva o el punto común entre nosotros? De las varias cosas que quiere la otra parte, ¿con cuáles estoy totalmente de acuerdo?
- ¿Cuál es mi mensaje y cómo lo conecto con el valor común?

Este método implica escuchar atentamente al otro sin asumir que uno conoce su intención. También exige explicaciones claras por parte de uno mismo para que el mensaje pueda ser entendido. Se ha resumido en los diez principios de comunicación de Catholic Voices.
El método ha resultado útil para debatir temas controvertidos como el aborto, las uniones entre personas del mismo sexo, la inmigración o las cuestiones de identidad de género. Se explica en detalle en el libro "Cómo defender la fe sin alzar la voz", originalmente escrito en 2012 y revisado y ampliado en 2015. El libro ha sido traducido y adaptado al portugués, francés, italiano y español. También se ha producido una versión irlandesa.
En noviembre de 2021 se relanzó el proyecto CV España, con el apoyo de Fundación Ciudadanía y Valores (FUNCIVA), en un acto desarrollado en la Sala Arapiles de Madrid, en el que participó Jack Valero. En febrero/marzo de 2022 se realizó el curso para speakers, que tuvo un formato híbrido con cuatro sesiones on line y un fin de semana presencial en Madrid.